# Вајт Лејк (Јужна Дакота)
Вајт Лејк (енгл. White Lake) град је у америчкој савезној држави Јужна Дакота.

## Демографија
По попису из 2010. године број становника је 372, што је 33 (-8,1%) становника мање него 2000. године.
| Група             | 2000.       | 2010.       |
| Белци             | 398 (98,3%) | 349 (93,8%) |
| Афроамериканци    | 0 (0,0%)    | 4 (1,1%)    |
| Азијати           | 0 (0,0%)    | 10 (2,7%)   |
| Хиспаноамериканци | 0 (0,0%)    | 6 (1,6%)    |
| Укупно            | 405         | 372         |